# سایتو تاکائو
سایتو تاکائو (به ژاپنی: 斎藤 隆夫 Saitō Takao); ۱۳ سپتامبر ۱۸۷۰ – ۷ اکتبر ۱۹۴۹) وکیل، و سیاستمدار متخصص نخبه و عضو قدیمی دایت ملی از استان هیوگو بود.